# ファズロッラー・ヌーリー

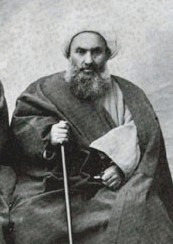
ファズロッラー・ヌーリー

ファズロッラー・ヌーリー（Nūrī, Ḥājj Shaikh Fażl-Allāh; 1843年11月24日生-1909年7月7日歿）は、ガージャール朝イランのシーア派高位ウラマー（アーヤトッラー）。「法学者による統治」論の草分け的存在。立憲革命に当初は期待を寄せていたものの、世俗法による支配と暴政に失望し転向した。反逆罪によりトプハーネ広場で群衆環視の中で絞首された。現代イランにおいては殉教者とされている。
ファズロッラー・ヌーリーによると、制定法はシャリーアに由来すべきものであり、国会（マジュレス）は諮問のためのフォーラムであるべきとされる。

## 生涯
シェイフ・ファズロッラー・ヌーリーの父親はモッラー・アッバース・コジューリー・ヌーリーという名のシーア派ウラマーである。ファズロッラーは故郷の町とテヘランで宗教教育を受けた後、かなり若いうちにイラクの聖廟都市へ旅立った。当地ではシーア派ウラマー、ミールザー・ハサン・シーラーズィーを師として多くを学び、1882年から1883年ごろにテヘランへ帰還した。帰還後は次第に社会の中で頭角を現し、指導的立場になっていった。1880年代から1890年代のファズロッラーは、これから投資をしようとする者や事業を始めようとする者から、その投資や事業がシャリーアに適合するか否かの相談を受けることを仕事とし、その相談手数料で大部分の生計を立てていた。実業家や政府高官の相談のみならず、バーザールの商店主や末端の役人の相談にも応じた。この時期にはほかにも、法学（フィクフ）・法源学（ウスール）・哲学に関するいくつかの書物を著したり、行政と地域住民との橋渡しのような活動もした。1896年には旱魃により水不足が深刻になったテヘランのチャーレヘ・メイダーン区の住民の代表として行政当局に陳情を申し立てた。1880年代後半以後、ファズロッラーはこうした活動を通じて否応なしに政治に関わっていった。
ガージャール朝シャーは1880年代後半以降、次第に、外国人に数多くの利権を認めるようになった。イランのウラマーの多く、宗教的保守派は、これを、シーア派の土地をヨーロッパの外国人に切り売りする行為と感じていた。ファズロッラー・ヌーリーは、こうしたガージャール朝の外国資本の受け入れ・開放政策についての見解を師のミールザー・ハサン・シーラーズィーに質問し、その回答を得て対話形式の小冊子を作成し、Soʾāl va javāb として発行した。この小冊子では、大幽隠期において政府と宗教が分離している場合、為政者により非イスラーム的決定がなされることを避けるため国家運営は政府とウラマーの共同責任によりなされるべきであるという議論がなされている。これによりウラマーの政治参加が促される。この問答集は版を重ね、多くの人に読まれた。
1890年-1891年ごろ、ナーセロッディーン・シャーはイラン国内におけるタバコの製造・販売・輸出の独占的権利（emtīāzāt, concessions）をイギリスの国営企業に認めた。これは非常に強い反発を招き（いわゆるタバコ・ボイコット運動）、ファズロッラーはほかのシーア派ウラマーと共に、当該独占的権利の認可の撤回を求める運動を起こした。その過程で、ミールザー・ハサン・シーラーズィーはタバコの喫煙を禁止するファトワー（法学者の見解）を発行し、シャーは認可を撤回するに至った。
アブドッラー・ベヘバハーニーなどとともにファズロッラーは、憲法法発布に反対する示威運動に関与した。立憲運動初期の内は独裁反対と法の支配の必要性から運動を支持していたファズロッラーであったが、第一マジュレスが従来のシャリーアを適用させたものではない法律を施行しようとしていることが判明したのちは、運動批判に転じた。ファズロッラーによると、マフディー不在の大幽隠期においては、イスラーム法を施行する原理主義者による政府と（イスラーム法原理と無関係の）法を施行する世俗主義者による政府、ふたつの悪のどちらを選ぶという比較の次元では、前者を選ぶのが最良の選択である。ファズロッラーは積極的に立憲運動に反対し、それがゆえに立憲派の警察に逮捕された。立憲運動は経済人と知識人が主導し、賛同するウラマーもいた。ファズロッラーは当初の内は限定的に運動に賛同したが、直後に最右派へと転向、立憲派の敵になった。

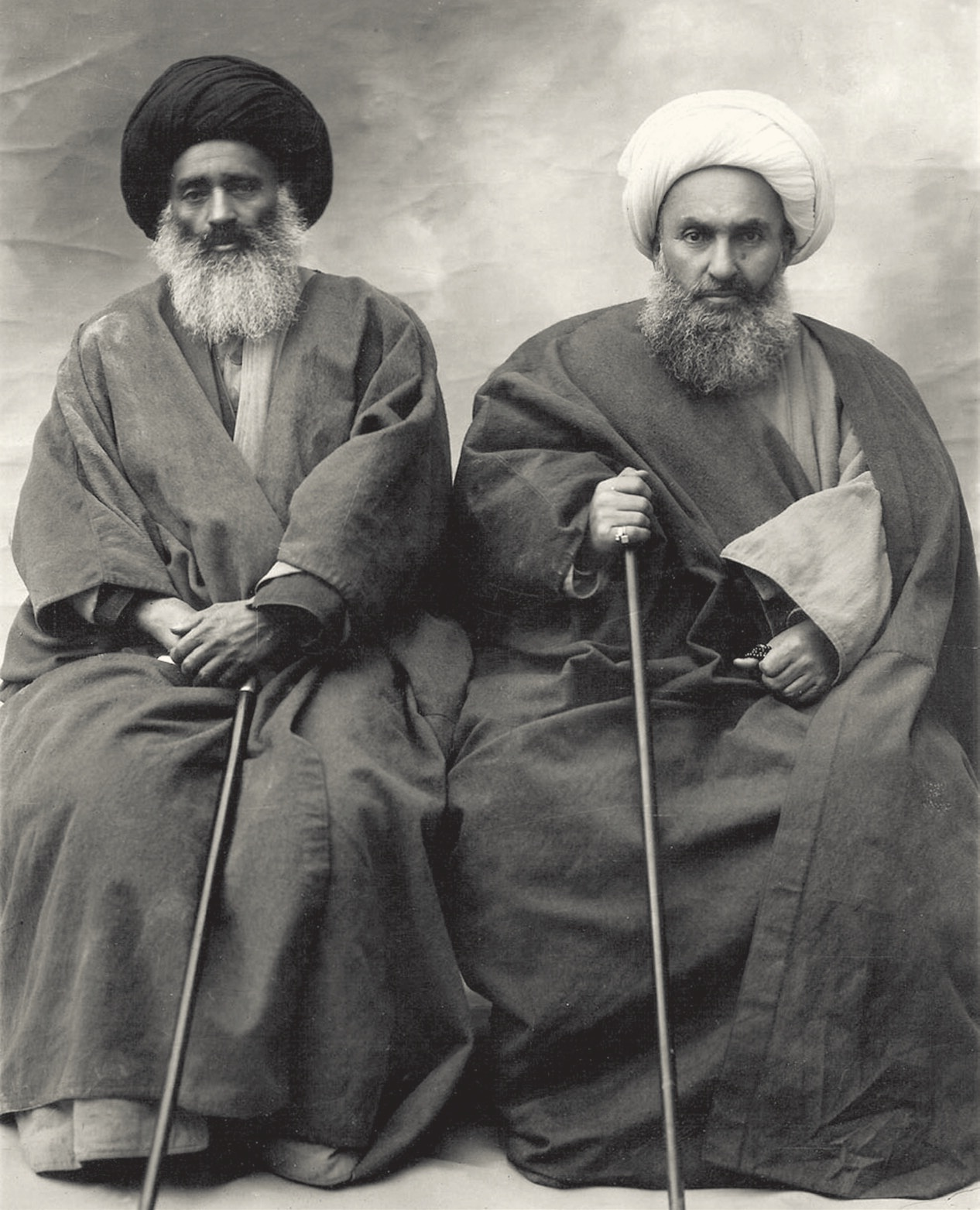
ベヘバハーニー（左）とファズロッラー・ヌーリー（右）

革命法廷は、ファズロッラー・ヌーリーがマジュレスの指導者らを「背教者」「無信仰者」「隠れフリーメーソン」と呼び、信仰者によりその血が流されるべき「クッファールル・ハルビー」であるという宗教的見解（ファトワー）を出し、群衆を扇動したとして有罪を認定した。
イスラーム革命文書館は、ファズロッラー・ヌーリーのことを、「立憲革命を成功に導いた人物のひとりであるが、革命の偏向を見てその欧化政策に反対、イスラームを立憲主義のふりをした世俗主義に置き換えようとする植民地主義的陰謀にいち早く気づいた」などと評価している。
1907年にモザッファロッディーン・シャーの跡を継いでシャーに登極したモハンマド・アリー・シャーは、翌年にロシア兵の援助を受けてクーデターを起こし、マジュレスを解散した。ファズロッラー・ヌーリーはこの新しいシャーと同盟を組む。しかし、1909年に立憲派がテヘランを制圧すると逮捕され、収賄と騒擾の罪で裁判を受け、有罪となった。1909年7月にファズロッラーは裏切り者として処刑された。イスラーム革命文書館によると、ファズロッラー・ヌーリーは、ロシア大使館に逃げ込むか、家にロシア国旗を立てておけば助かった可能性があるが、にもかかわらず彼は原則を曲げることができなかったという。一説によると彼は弟子たちに「イスラームは逃避の旗の下では決して立ち行かない。私がイスラームのために70年間苦闘したとしても逃避の旗の下で進んでいいものだろうか。」と問いかけ、略奪を避けるため家の中をすっかり空にするよう、彼らに命じた。イスラーム革命文書館はファズロッラー・ヌーリーを、立憲派の暴力から逃げるよりかはそれに耐えることを選択した覚悟ある人物として伝えている。

## 影響
Sheikh Fazlolah Nouri and the Chronological School of Constitutionalism の著者アリー・アボルハサニーによると、立憲革命期イランを研究するにあたって、ファズロッラー・ヌーリーの思想と政治活動の研究は避けて通れないという。ファズロッラーは革命のあらゆる段階で影響力を保っている。イランにおける宗教と近代の深刻な衝突の第一段階が立憲革命期であるならば、ファズロッラーは、当時、全身全霊をかけて宗教を擁護する側に立っていた人物である。 ジャラール・アーレアフマドは、ファズロッラー・ヌーリーを「名誉ある人」と呼び、絞首刑に処された彼の遺体を、その後200年間の苦闘の間、掲揚される西洋による支配の旗になぞらえた。
アフシン・モラーヴィーによると、イスラーム革命後のイランを支配する保守派ウラマーこそがファズロッラー・ヌーリーの後継者であり、21世紀初頭に彼の主張を取り上げて民主改革運動に対抗しようとしているという。ファズロッラー・ヌーリーは西洋的価値観による堕落と戦った人物の筆頭格であると称賛され、大通りの名称に彼の名前が用いられたり、彼を記念する巨大な壁画が制作されたりしている。

## 発展資料
- Ahmad Kasravi, Tārikh-e Mashruteh-ye Iran (تاریخ مشروطهٔ ایران) (History of the Iranian Constitutional Revolution), in Persian, 951 p. (Negāh Publications, Tehran, 2003), ISBN 964-351-138-3. Note: This book is also available in two volumes, published by Amir Kabir Publications in 1984. Amir Kabir's 1961 edition is in one volume, 934 pages.
- Ahmad Kasravi, History of the Iranian Constitutional Revolution: Tārikh-e Mashrute-ye Iran, Volume I, translated into English by Evan Siegel, 347 p. (Mazda Publications, Costa Mesa, California, 2006). ISBN 1-56859-197-7ISBN 1-56859-197-7